# Discografia dei Machine Head
La discografia dei Machine Head, gruppo musicale statunitense, si compone di undici album in studio, tre album dal vivo, 5 EP e numerosi singoli.

## Album in studio
| Anno | Titolo                       | Etichetta          |
| ---- | ---------------------------- | ------------------ |
| 1994 | Burn My Eyes                 | Roadrunner Records |
| 1997 | The More Things Change...    | Roadrunner Records |
| 1999 | The Burning Red              | Roadrunner Records |
| 2001 | Supercharger                 | Roadrunner Records |
| 2004 | Through the Ashes of Empires | Roadrunner Records |
| 2007 | The Blackening               | Roadrunner Records |
| 2011 | Unto the Locust              | Roadrunner Records |
| 2014 | Bloodstone & Diamonds        | Nuclear Blast      |
| 2018 | Catharsis                    | Nuclear Blast      |
| 2022 | Of Kingdom and Crown         | Nuclear Blast      |
| 2025 | Unatoned                     | Nuclear Blast      |

## Album dal vivo
| Anno | Titolo                       | Etichetta                       |
| ---- | ---------------------------- | ------------------------------- |
| 2003 | Hellalive                    | Roadrunner Records              |
| 2012 | Machine Fucking Head Live    | Roadrunner Records              |
| 2019 | Live at Dynamo Open Air 1997 | F.R.E.T. Music, Dynamo Concerts |

## EP
| Anno | Titolo                  | Etichetta          |
| ---- | ----------------------- | ------------------ |
| 2000 | Year of the Dragon      | Roadrunner Records |
| 2004 | The Burning Red B-Sides | Roadrunner Records |
| 2007 | The Blackening & Beyond | Roadrunner Records |
| 2011 | The Black Procession    | Roadrunner Records |
| 2012 | B-Sides and Rarities    | Roadrunner Records |
| 2021 | Civil Unrest EP         | Nuclear Blast      |

## Singoli
| Anno | Titolo                                | Album di provenienza                             |
| ---- | ------------------------------------- | ------------------------------------------------ |
| 1994 | Davidian                              | Burn My Eyes                                     |
| 1995 | Old                                   | Burn My Eyes                                     |
| 1997 | Take My Scars                         | The More Things Change...                        |
| 1999 | From This Day                         | The Burning Red                                  |
| 2000 | Alcoholocaust                         | Heavy Metal 2000                                 |
| 2000 | Hole in the Sky                       | Nativity in Black II: A Tribute to Black Sabbath |
| 2000 | Silver (Take My Hand)                 | The Burning Red                                  |
| 2000 | The Blood, the Sweat, the Tears       | The Burning Red                                  |
| 2001 | Crashing Around You                   | Supercharger                                     |
| 2003 | Imperium                              | Through the Ashes of Empires                     |
| 2004 | Days Turn Blue to Gray                | Through the Ashes of Empires                     |
| 2007 | Aesthetic of Hate                     | The Blackening                                   |
| 2007 | Now I Lay Thee Down                   | The Blackening                                   |
| 2008 | Halo/Hallowed Be Thy Name             | The Blackening                                   |
| 2009 | Beautiful Morning                     | The Blackening                                   |
| 2011 | Locust                                | Unto the Locust                                  |
| 2011 | This Is the End                       | Unto the Locust                                  |
| 2012 | Darkness Within                       | Unto the Locust                                  |
| 2014 | Killers & Kings                       | Bloodstone & Diamonds                            |
| 2014 | Now We Die                            | Bloodstone & Diamonds                            |
| 2016 | Is There Anybody Out There?           | /                                                |
| 2017 | Beyond the Pale                       | Catharsis                                        |
| 2017 | Catharsis                             | Catharsis                                        |
| 2017 | Kaleidoscope                          | Catharsis                                        |
| 2019 | Do or Die                             | /                                                |
| 2020 | Circle the Drain                      | /                                                |
| 2020 | Stop the Bleeding (feat. Jesse Leach) | Civil Unrest EP                                  |
| 2020 | My Hands Are Empty                    | Of Kingdom and Crown                             |
| 2021 | Arrows in Words from the Sky          | Of Kingdom and Crown                             |
| 2022 | Choke on the Ashes of Your Hate       | Of Kingdom and Crown                             |
| 2022 | Unhallowed                            | Of Kingdom and Crown                             |
| 2022 | No Gods, No Masters                   | Of Kingdom and Crown                             |
| 2024 | These Scars Won't Define U            | Unatoned                                         |
| 2025 | Unbound                               | Unatoned                                         |
| 2025 | Bonescraper                           | Unatoned                                         |

## Demo
| Anno | Titolo               | Etichetta     |
| ---- | -------------------- | ------------- |
| 1993 | Demo #1              | indipendente  |
| 2018 | Catharsis: The Demos | Nuclear Blast |

## DVD
| Anno | Titolo  | Etichetta          |
| ---- | ------- | ------------------ |
| 2005 | Elegies | Roadrunner Records |